# Enzo D’Ambrosio
Enzo D’Ambrosio (eigentlich Vincenzo D’Ambrosio, * 5. März 1931 in Camerota; † 17. November 2019) war ein italienischer Filmproduzent und -regisseur.

## Leben
D’Ambrosio begann in der Filmbranche 1958 als Assistent von Luigi Zampa und Damiano Damiani. In der Folgezeit widmete er sich ausschließlich dem Dokumentarfilm, mit dem er zeitgenössische Themen aufbereitete (so mit Tempo di twist oder Ogni domenica). Ab 1967 produzierte er auch Spielfilme und war mit seinen ersten drei Filmen, Italowestern mit Bud Spencer und Terence Hill, nicht nur an der Kinokasse erfolgreich, sondern legte den Grundstein für die Karriere des Duos. 1972 folgte ein Kriminalfilm von Camillo Bazzoni, bevor er 1976 für einen erotischen Film, La spiaggia del desiderio, der Schwierigkeiten mit der Zensur hatte und erst 1980 veröffentlicht wurde, selbst die Regie übernahm. Erst mehr als zwanzig Jahre später folgte ein zweites Werk, Ma il buon Dio è proprio in gamba?.

## Filmografie (Auswahl)

### Produzent
- 1967: Gott vergibt – Django nie! (Dio perdona… io no!)
- 1969: Hügel der blutigen Stiefel (La collina degli stivali)

### Regisseur
- 1976: Emanuelle – Insel ohne Tabus (La spiaggia del desiderio)
- 1998: Ma il buon Dio è proprio in gamba?